# Предраг Милићевић Барбаријен
Предраг Милићевић - Барбаријен (Јагодина, 17. фебруар 1963 – Јагодина, 26. мај 2013) био је српски сликар, представник маргиналне уметности Србије.

## Биографија
Живео је у Јагодини и Београду. Сликарством се почео бавити 1992. Самостална изложба Шамар грађанском укусу у галерији Стара капетанија у Земуну, јануара 1994, проглашена је изложбом недеље, а затим и изложбом месеца у Београду. Члан је УЛУС-а од 1994. Неколико пута је био учесник пролећних изложби УЛУС-а у Уметничком павиљону „Цвијета Зузорић“ у Београду. Умро је 2013. године у Јагодини.

## Стил
У кратком, али богатом и експресивном уметничком веку, Милићевић је чупао сугестивну снагу своје агоније из унутрашњих дубина, претварајући је у дивљи колорит и снажне и широке потезе кистом. Његово неутаживо интересовање за живот у свим видовима уздиже конфликте и страсти на ниво универзално људског, стварајући тако унутрашњу напетост форми. Изражајни и деформисани, ликови са његових слика указују на људске мане, борбу између добра и зла. Метафора људске слабости изражена је кроз приказе животиња које, као у баснама, откривају идентитет људских катактера. Овај обрис душе у канџама животног апсурда, стварао се у мукама, у тренутку, експресивно. Све своје конфликте, Барбериен отелотворује у сједињене силе, које долазе из амбиса лутајућих душа. Са својом инфантилном вољом за моћи над околином, ослобађао се осећаја инфериорности у самом креативном чину. Само тада је доминирао и постизао духовни баласт. Захваљујући карактеристичном raw ликовном језику који доноси много тога инвентивног у Art brut, односно „аутсајдер арт Србије“. Уз Војислава Јакића, Саву Секулића и Илију Босиља Башичевића, можемо га сматрати светским класиком.

## Изложбе и награде
Излагао је на међународним изложбама у Паризу и Братислави те на тријеналима и бијеналима у Словачкој и Србији. Најзначајнија награда коју је добио је Grand Prix за сликарство 2007. на међународном Тринаестом бијеналу наивне и маргиналне уметности у Јагодини, Србија.

## Галерија
- Лицемерје, 2003. МНМУ, Јагодина
- Мост преко проблематичне реке Мораве, 2003. МНМУ, Јагодина
- Општа грабеж, 2012. МНМУ, Јагодина